# Крепимир
Крепимир или Цепимир је српски владар, који се помиње у Летопису попа Дукљана. Био је син Прибислава, који је био убијен током устанка у Босни. Крепимир је осветио свог оца и убио босанског бана. Победио је немачку војску у Истри.

## Владавина
Како Дукљанин пише, Прибислав је чинио многа злодела, што се није свидело народу, тако да је против њега започет устанак у Босни где је био бачен у реку. Крепимир је послао свог бана да ухвати те људе и убије их, што је и учинио. У то доба су Немци напали Истру и почели да улазе у Хрватску. Дукљанин тврди да је Крепимир потукао (аламанску) немачку војску и да је немачки војвода молио Крепимира за мир и да му да своју ћерку његовом сину Светозару (Светораду).
Историјска позадина устанка у Босни је непозната и представља још једно истицање писца да је Босна некада била саставни део јединственог српског царства. Колико је читава прича нелогична може се закључити на основу тога што је краљ Хранимир изгубио власт у Доњој Далмацији. Затим следе његови наследници — Тврдослав, Оштривој и Толимир, који владају опет у истом краљевству, које је Хранимир изгубио у боју — да би Крепимир поново био краљ те исте Далмације, као да претходно ништа није речено о побунама, збацивањима и убиствима краљева те земље. Изгледа да је само уметнута прича стављена ту да би се показало да је Босна била део српског краљевства, којим је владао краљ Доње Далмације. Тобожњи злочин да је босански бан убио Прибислава је само оправдање за освајање Босне.
Познато је да су Франци већ око 783. године заузели Истру, а да је 799. године фурлански војвода погинуо код Трста у сукобу са становништвом града, тада византијским поданицима. Већ 806. године су Франци дубље продрли у Далмацију и освојили Задар, седиште византијске архонтије Далмације и поглавари епископ и приор су положили заклетве Карлу Великом. Тек 812. године су миром у Ахену Византији дати приморски градови, а Франачка је добила залеђе тј. Хрватску. Однос Франака и Хрвата је био приказан у ситуацији када је избио устанак Људевита Посавског (819 — 821), а кнез Борна је ратовао против Људевита као франачки вазал. Најстарије повеља (4. март 852) говори како је кнез Трпимир био вазал франачког краља Италије. У то време је Фурланијом као франачки вазал управљао маркгроф Еберхард (836 — 864), који је према поузданим историјским изворима стварно био рођак Лудвига II, наиме његова кћер Гизела је била жена Еберхарда. Да је Еберхард ратовао против Словена, потврђује и његов савременик, песник Седулије, који каже да се њега плаши Африка, Маври, а да дрхте пред њим храбри Словени (...teremit armipotens Sclavus).
Управо у то време, како каже Јован Ђакон, Венецијанци ратују против хрватског кнеза Домагоја (864), а затим Домагој (876) пустоши обале Истре. За овог венецијанског писца он је pessimo duce. Јован говори о смени на хрватском престолу, помиње да је Здеслав, од рода Трпимира, протерао Домагојеве синове (diebus Sedesclavus, Tibimiri ex progenie, imperiali fultus presidio Constantinopolim veniens, Scavorum ducatum arripuit filiosque Domagoi exilio trusit). Константин Порфирогенит са друге стране помиње како је дошло до протеривања Франака из хрватске државе. Ти догађаји се могу датирати у ово време, јер се у приповести помињу Прибина и Коцељ, кнежеви Доње Паноније. Поход маркгрофа на Истру из правца Фурланије, треба тумачити као Порфирогенитов хрватски устанак против Франака, године и простор ових догађаја датирају у раздобљу од 860. до 870. године.
Шишић је помислио да је име Крепимир искварено од имена Трпимир, то је могуће, али се не може доказати и мало је вероватно. Трпимир је имао три синова Здеслава, Мутимира и Петра Крешимира, што не одговара попут имена Светозар, Стаозара, Светожака и сл. Из тога се може закључити да је писац писао по старој традицији, на сећање на победу против Франака у другој половини 9. века, највероватније против фурланског маркгрофа Еберхарда. Изгледа да се Дукљанин није располагао писаним изворима, већ народном предању. Име Светозар по овом тумачењу може бити тачно. Јован Ђакон помиње да Домагој има више синова, али не помиње ни једног од њих. Са друге стране, ова традиција би могла бити само у Доњој Далмацији, али не у Дукљи. Према овоме писац открива да је свој првобитни састав писао у Доњој Далмацији, а не у Дукљи..

### Крај владавине
Требало би обратити пажњу на крај владавине, Дукљанин пише да је владао 25 година и један месец, док други преписи говоре да је владао 25 година и седам месеци, а Мавро Орбин да је владао 20 година. Домагој је, у најбољем случају могао да влада од 855. године до краја 877. године, када је Здеслав преузео власт. Самим тим Домагој је могао да влада највише 22 године и сама формулација Regnavit Crepimirus rex XXV annos et mensem unum et mortuus est је пример библијске фразе. Стога у овом случају су године владавине Крепимира преписане као пука фраза. Да је његово име измишљено показује и корен Crepi- од латинског глагола crepo, crepui, у значењу онај који прави буку, звецка, односно у преводном значењу онај који удара, туче, на основу грчког κρεκω. Другим речима име Крепимира би било исто као име Bellator. С обзиром да је описан као успешан ратник намеће се закључак да је његово име измишљено и то управо од латинског crepo, crepui и додавањем словенског наставка —мир.